# Oswaldella curiosa
Oswaldella curiosa är en nässeldjursart som beskrevs av Peña-Cantero och Vervoort 1998. Oswaldella curiosa ingår i släktet Oswaldella och familjen Kirchenpaueriidae.
Artens utbredningsområde är Södra Ishavet. Inga underarter finns listade i Catalogue of Life.